# Dominique Esnault
Pour les articles homonymes, voir Esnault.
Dominique Esnault, née le 18 janvier 1959 à Versailles, est une tireuse sportive française, qui a disputé les épreuves de tir aux Jeux olympiques d'été de 1984, de 1988 et de 1992.
Elle est médaillée d'argent au tir couché à la carabine à 50 mètres en individuel et par équipes, ainsi que médaillée de bronze au tir 3 positions à la carabine à 50 mètres par équipes avec Elisabeth Lesou et Yvette Courault aux Championnats du monde de tir 1978 à Séoul.
Elle est championne d'Europe en 1981 et vice-championne d'Europe en 1976 et 1982. Elle reçoit le prix Monique Berlioux, récompensant la sportive à la performance la plus remarquable, en 1981.